# AMD Geode
AMD Geode™ 處理器是AMD公司針對低功耗應用所設計的x86处理器，其頻率從400MHz到1GHz不等。主要應用於各種終端機、精簡型終端機（Thin client）和移動數位設備（如PDA）。

## 概要
Geode是一系列相容x86的微處理器，針對嵌入式運算市場。該系列最初是在1999年由美國國家半導體（National Semiconductor，NS）推出的Geode家族。原Geode處理器核心本身就是源自於Cyrix MediaGX平台，該平台在1997年與Cyrix合併過程中由美國國家半導體獲得。在2003年8月，AMD公司從美國國家半導體買下Geode業務，以擴大其現有的嵌入式x86處理器產品。AMD把Geode系列處理器擴大為兩種： 由MediaGX衍生的Geode GX和LX，以及自家原有的Athlon 衍生的Geode NX。
Geode處理器在為低功耗和低成本最佳化的同時，而仍然相容X86平台的軟體。由MediaGX 衍生的處理器缺乏現今常見的功能，例如SSE和內建大容量L1快取記憶體，但是這些功能由較近期的Athlon所衍生的Geode NX提供。Geode處理器緊緊地結合一些通常由一個單獨的晶片組提供的功能，例如北橋。該處理器家族最適合於瘦用戶端，機上盒和嵌入式計算應用。
OLPC（One Laptop per Child）計畫的百元筆電「XO」上最初使用Geode GX系列處理器，但後來改用了Geode LX。Linutop也是基於Geode LX 。3Com的Audrey也使用這個晶片。2006年11月，日本工人舍（Kohjinsha）推出了LX-800的SA系列UMPC，CPU時脈500MHZ，並在無風扇狀態下運作，作業系統為Windows XP，直到2008年11月有多個型號發售中。
Geode的SCxxxx 系列是單晶片的版本，相較於SiS 552或VIA CoreFusion，整合了CPU，記憶體控制器，圖形處理器和I/O裝置近一個封裝中。基於這些處理器的機板由Artec Group，PC Engines (WRAP) 和 Soekris所製造。

## 美國國家半導體公司的Geode

### Geode GXm
Cyrix MediaGXm的複製品。CPUID顯示為"CyrixInstead"。
- 由MediaGX衍生的核心
- 0.35 µm 4層金屬電路的CMOS
- MMX 指令集
- 電壓：I/O 3.3 V，核心2.9 V
- 16 Kb 「寫回，Write-Back」，資料、指令一體性存取的L1快取記憶體
- PCI控制器
- 64-bit SDRAM控制器
- CS5530協同晶片（提供音效及影像功能）
- VSA架構
- 1280x1024x8 or 1024x768x16 的顯示能力

### Geode GXLV
- 由MediaGX衍生的核心
- 0.25 µm 4層金屬電路的CMOS
- I/O電壓：3.3 V
- 核心電壓：2.2 V, 2.5 V, 2.9 V
- 16 Kb 「寫回，Write-Back」，資料、指令一體性存取的L1快取記憶體
- Fully static設計 (Fully Static—No Clock or Timing Strobes Necessary )
- 1.0 W @2.2 V/166 MHz, 2.5 W @2.9 V/266 MHz

### Geode GX1
- 由MediaGX衍生的核心
- 0.18 µm CMOS
- 200 - 333 MHz
- 核心電壓：1.6 - 2.2 V
- 16 kB（16 KiB）L1快取記憶體

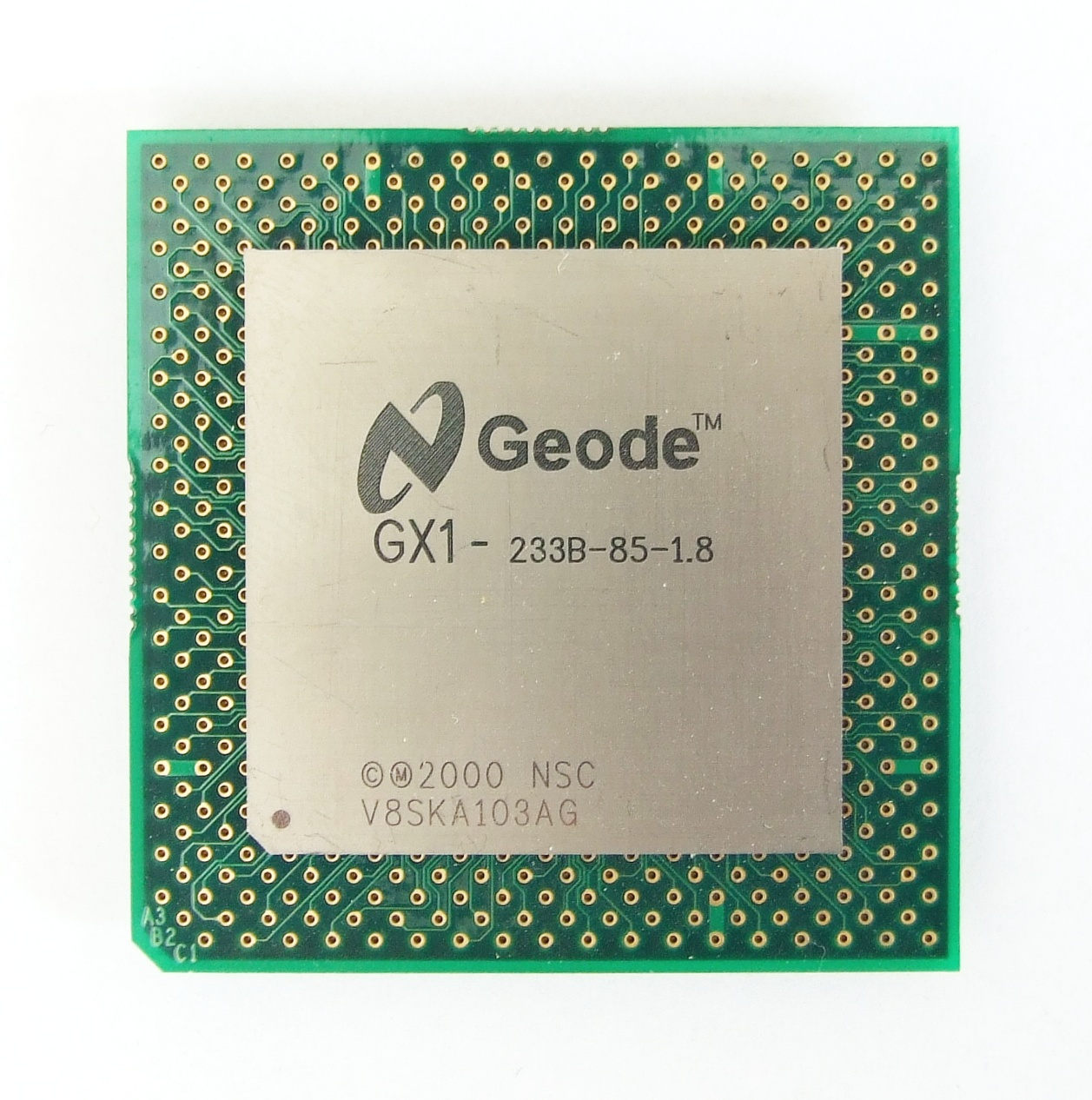
National Semiconductor Geode GX1, 233 MHz

- 0.8 W - 1.2 W typical
- SDRAM記憶體 111 MHz
- CS5530A協同晶片
- 85 Hz VGA更新頻率

美國國家半導體／AMD SC1100是基於Cyrix GX1核心和CS5530輔助晶片。

### Geode GX2
由美國國家半導體公司於2001年10月在微處理器論壇（Microprocessor Forum）發表。2002年6月在台灣COMPUTEX上展出。
- 0.15 µm 製程
- MMX及3DNow!™ 指令集
- 16 kB 指令+ 16 kB 數據快取記憶體
- GeodeLink 架構，6 GB／s對晶片頻寬，高達2 GB/s記憶體頻寬
- 整合64-bit PC133 SDRAM 及 DDR266 控制器
- 頻率：266, 333 and 400 MHz
- 支援3組PCI
- 1600x1200x24 bit顯示和影片縮放
- CRT DACs及UMA DSTN/TFT控制器
- Geode CS5535協同晶片

## AMD Geode
在2002年， AMD公司推出Geode GX系列，這是一個重新定位的NS GX2 。隨後有Geode LX ，運行速度最高可達667MHz。LX也帶來了不少改進，如使用高速的DDR ，一個重新設計的指令管線，以及一個更強大的顯示控制器。從CS5535升級到CS5536的I/O帶來更高速的USB 。
Geode GX和LX處理器通常可在精簡型終端機和工業控制系統上見到。但他們仍在x86方面受到VIA的競爭壓力，以及ARM和XScale 帶走大部分低階產品的生意。
因為GX和LX核心表現欠佳的設計，AMD推出了「Geode NX」，它是非常成功的Athlon處理器（K7）的嵌入式版本。Geode NX使用Thoroughbred核心並與使用這核心的Athlon XP-M十分類似。Geode NX包含256 KB的L2快取記憶體，並且NX1500@6W版本可以在無風扇下運作在1 GHz。NX2001的運行速度為1.8 GHz，NX1750運行速度為1.4 GHz，而NX1250運行在667MHz。
有強大的FPU的Geode NX特別適合需要圖形性能的嵌入式設備，如資訊站及賭場的遊戲機台。
但是，據報導說，Geode處理器在Longmont科羅拉多州的設計團隊已被關閉，75個員工正在搬遷到Fort Collins科羅拉多州的新發展設施。
由於關閉的Geode設計中心，可以預見的是Geode系列處理器更新的速度將變得比較慢。

### Geode GX
當AMD在推出Geode NX系列的同時，將原有的AMD Geode GX2處理器系列改名而來。
1. Geode GX 466@0.9 W：時脈：333 MHz
2. Geode GX 500@1.0 W：時脈：366 MHz
3. Geode GX 533@1.1 W：時脈：400 MHz

### Geode LX
1. LX 700@0.8 W：時脈：433 MHz，功耗：1.3 watts. (TDP 3.1 W)
2. LX 800@0.9 W：時脈：500 MHz，功耗：1.8 watts. (TDP 3.6 W)
3. LX 900@1.5 W：時脈：600 MHz，功耗：2.6 watts.（TDP 5.1 W）特點：

- 低功耗
- 完全相容x86
- 處理器功能模塊：
  - CPU 核心
  - GeodeLink™ 控制處理器
  - GeodeLink Interface Units
  - GeodeLink 記憶體控制器
  - 圖形處理器
  - 顯示控制器
  - Video處理器
  - Video輸入Port
  - GeodeLink PCI Bridge
  - Security Block
    - 128-Bit 先進加密標準（Advanced Encryption Standard） (AES) - (CBC/ECB)
    - 真實的隨機數產生器

規格：
- 處理器頻率達600 MHz (LX900), 500 MHz (LX800) 及 433 MHz (LX700).
- 電源管理：符合ACPI ，功耗低，SMI／INTR喚醒。
- 64K指令／64K數據L1快取記憶體 和128K L2快取記憶體
- Split Instruction/Data cache/TLB。
- DDR記憶體 400 MHz (LX 800), 333 MHz (LX 700)
- 整合MMX® 和 3DNow!™ FPU
- 9 GB/s 內部GeodeLink™ 介面單元（GLIU）
- 高解析度的CRT與TFT（高和標準解析度）。支援VESA 1.1及2.0 VIP/VDA
- 0.13微米製程
- 481-terminal PBGA (Plastic Ball Grid Array)
- GeodeLink動態硬體電源管理

### Geode NX
1. NX 1250@6W：時脈：667 MHz，功耗：9 watts（核心操作電壓1.1v）.
2. NX 1500@6W：時脈：1 GHz，功耗：9 watts（核心操作電壓1.0v）.
3. NX 1750@14W：時脈：1.4 GHz，功耗：25 watts（核心操作電壓1.25v）.

特點：
- 第七代核心（基於Mobile Athlon XP-M）.
- 電源管理：AMD PowerNow!™，ACPI 1.0b 及 ACPI 2.0.
- 128 KB L1快取記憶體
- 256 KB L2快取記憶體（有硬體資料預先擷取功能）
- 266 MHz 匯流排（FSB）
- 3DNow!™，MMX® 和 SSE 指令集
- 0.13 µm 製程
- 與所有NX家族處理器腳位相容
- OS支援：Linux，Windows CE，MS Windows XP。
- 相容Socket A主機板

## Geode使用的晶片組
1. AMD Geode CS5530A南橋用在Geode GX1.
2. AMD Geode CS5535南橋用在GX與Geode LX (USB 1.1)。整合4個USB, 1個ATA-66 UDMA控制器，1個紅外線通訊埠，1個AC97控制器，1個SMBUS控制器，1個LPC埠，as well as GPIO，電源管理，和legacy functional blocks.
3. AMD Geode CS5536 南橋用在Geode GX和Geode LX (USB 2.0)。功耗：1.9 W (433 MHz) 和 2.4 W (500 MHz).
4. Geode NX處理器與AMD的Socket A Athlon XP處理器 "插槽和晶片100%相容" : SIS741CX北橋和SIS 964南橋，VIA KM400北橋和VIA VT8235南橋，VIA KN400A北橋和VIA VT8237R南橋。

## 另見
- Intel Atom
- ARM